# 7156 Flaviofusipecci
7156 Flaviofusipecci eller 1981 EC2 är en asteroid i huvudbältet som upptäcktes den 4 mars 1981 av den belgiske astronomen Henri Debehogne och den italienska astronomen Giovanni de Sanctis vid La Silla-observatoriet. Den är uppkallad efter italienaren Flavio Fusi Pecci.
Asteroiden har en diameter på ungefär 12 kilometer och den tillhör asteroidgruppen Adeona.